# Beatrix Balogh
Beatrix Balogh (Kaposvár, 12 dicembre 1974) è una pallamanista e allenatrice di pallamano ungherese, di ruolo ala destra, allenatrice dell'Egerszegi KK.
Con la maglia della nazionale ungherese ha vinto l'argento olimpico ai Giochi di Sydney 2000.

## Palmarès

### Club
- EHF Champions League: 1

Dunaferr NK: 1998-1999
- EHF Cup: 2

Dunaferr NK: 1997-1998
Cornexi-Alcoa: 2004-2005
- Supercoppa europea: 1

Dunaferr NK: 1999
- Campionato ungherese: 3

Dunaferr NK: 1997-1998, 1998-1999, 2000-2001
- Coppa d'Ungheria: 2

Dunaferr NK: 1997-1998, 1998-1999
- Campionato austriaco: 3

Hypo NÖ: 2001-2002, 2002-2003, 2003-2004
- Coppa d'Austria: 3

Hypo NÖ: 2001-2002, 2002-2003, 2003-2004

### Nazionale
- Argento olimpico: 1

Sydney 2000
- Campionato mondiale

 Bronzo: Russia 2005
- Campionato europeo

 Oro: Romania 2000
 Bronzo: Paesi Bassi 1998, Ungheria 2004

### Individuale
- Giocatrice dell'anno in Ungheria: 1

1997